# Gabriele Benedetti
Pour les articles homonymes, voir Benedetti.
Gabriele Benedetti, né le 9 juin 2000 à Montevarchi, est un coureur cycliste italien.

## Biographie
Gabriele Benedetti est originaire de Montevarchi, une commune située en Toscane. Il commence à se consacrer au cyclisme à l'âge de six ans,
En 2018, il remporte le Giro del Nordest d'Italia. Il se classe également sixième du championnat du monde sur route juniors (moins de 19 ans). L'année suivante, il intègre le club Mastromarco-Sensi-FC Nibali. Pour ses débuts espoirs (moins de 23 ans), il s'illustre principalement chez les amateurs italiens en obtenant deux victoires et diverses places d'honneur. 
En 2020 et 2021, il court au niveau continental, d'abord chez Casillo-Petroli Firenze-Hopplà puis au sein de la formation Zalf Euromobil Fior. Sous les couleurs de cette dernière, il devient champion d'Italie sur route dans la catégorie espoirs. Il termine par ailleurs quatrième du Trofeo Piva et du Coppa della Pace.
Ses bons résultats lui permettent de passer professionnel en 2022 au sein de l'équipe Drone Hopper-Androni Giocattoli. Sa saison est néanmoins rendue difficile  avec quelques problèmes et des blessures, il compte seulement 14 jours de course. En février 2023, il annonce arrêter sa carrière à 22 ans, en raison de manque de motivation.

## Palmarès
- 2018
  - Giro del Nordest d'Italia :
    - Classement général
    - 2e étape

  - Trofeo Festa Patronale
  - 2e du Gran Premio dell'Arno
  - 6e du championnat du monde sur route juniors
- 2019
  - Trofeo Menci Spa
  - Coppa 29 Martiri di Figline di Prato
  - 2e de la Coppa Cicogna
  - 2e du Mémorial Daniele Tortoli
  - 3e du Trofeo Comune di Lamporecchio
  - 3e de la Coppa Comune di Castelfranco
  - 3e du Giro del Valdarno
- 2021
  -  Champion d'Italie sur route espoirs (Giro del Montalbano)
  - Gran Premio La Torre
  - 2e du Giro delle Due Province